# Andrzej Świrski z Romanowa
Andrzej Świrski z Romanowa herbu Szaława – wojski trembowelski w latach 1549-1587.
Poseł na sejm 1582 roku, sejm 1585 roku z ziemi halickiej.